# أشرف البارودي
المستشار أشرف علي البارودي قاضي مصري، يرأس محكمة استئناف، وعضو في تيار استقلال القضاء، وعضو اللجنة الاستشارية لحزب مصر الحرية.
ولد أشرف البارودي في القاهرة 29 يناير 1962، لأب أستاذ قانون هو الدكتور/ علي البارودي عميد حقوق الإسكندرية الأسبق ومن فقهاء القانون التجاري والبحري.
تخرج البارودي من كلية الحقوق جامعة الإسكندرية في عام 1985 بتقدير عام جيد.
عين البارودي في النيابة العامة عام 1987 وتدرج في الهرم القضائي حتى وصل إلى درجة رئيس محكمة استئناف، ثم سافر معارا إلى دبي في عام 2011 ليعمل مستشارا قانونيا لدى جمارك دبي .
حصل البارودي على دبلوم الدراسات العليا في القانون الدولي من كلية الحقوق جامعة عين شمس عام 1989وسافر إلى الولايات المتحدة الأمريكية لمتابعة دراسته في القانون الدولي في جامعتي سانت لويس ميسوري وأثينا جورجيا وفي ومحكمة العدل الدولية بلاهاي.
كان البارودي من أوائل مؤسسي ما عرف فيما بعد بتيار الاستقلال، وكان أول قاض يقدم أعتذارا مكتوبا عن الإشراف على تعديلات المادة 76 من الدستور في مايو عام 2005 أمام خمسة آلاف قاض ووكالات أنباء العالم وتواصل كفاحه مع زملائه من أجل مزيد من ضمانات استقلال القضاءالمصري وما يجري في مصر من انتخابات.
وفضلا عن ذلك، كان البارودي عضوا في لجنة تقصي الحقائق التي ترأسها المستشار حسام الغرياني والتي فضحت بالأرقام تزوير انتخابات دائرة دمنهور عام 2008 والتي أعلن فيها فوز الدكتور/ مصطفى الفقي، حزب وطني على الدكتور/ جمال حشمت مستقل ( إخوان مسلمين) عام 2008، كما كان البارودي عضوا في فريق الدفاع عن المستشارين مكي والبسطويسي أثناء محاكمتهما الشهيرة أمام لجنة الصلاحية .
شارك المستشار أشرف البارودي في العديد من المؤتمرات العربية والدولية ذات الصلة بالعمل القضائي وله محاضرات في جامعات الولايات المتحدة الأمريكية وفي التحكيم التجاري الدولي، والبارودي كاتب مقال اتسم قلمه بالجرأة والشجاعة، هاجم نظام مبارك بسبب قانون الطواريء وتزوير الانتخابات والتدخل في عمل النيابة العامة، وهو من مؤيدي ثورة 25 يناير في كثير من كتاباته ومواقفه.
رشحته القوى الثورية عضوا بمجلس رئاسي مدني بعد الثورة مباشرة كما رشحته عضوا في وزارة إنقاذ مدني برئاسة الدكتور/ محمد البرادعي.